# In This Gray Place (muzyka filmowa)
In This Gray Place (Original Motion Picture Soundtrack) – drugi album długogrający Mira Kępińskiego, z muzyką skomponowaną do amerykańskiego dramatu w reżyserii R.D. Womack II, wydany 3 lipca 2019 przez Miro Kepinski / Kayax. Płyta uzyskała nominację do Fryderyka 2020 w kategorii «Album Roku Muzyka Ilustracyjna».

## Lista utworów
1. In This Gray Place  1:49
2. Space	1:10
3. Reflection  1:19
4. Light	1:53
5. Alone	1:43
6. Can We Go Back?  2:43
7. Air 2:21
8. Grenade  3:06
9. Breathe  3:31
10. I Care About You  2:13
11. Rain	3:59
12. Aaron's Fall	1:45
13. I Love You  3:21
14. Grave 	2:07
15. It's for Laura  3:22
16. Robbery  3:12
17. Promise  4:31